# 門真市立砂子小学校

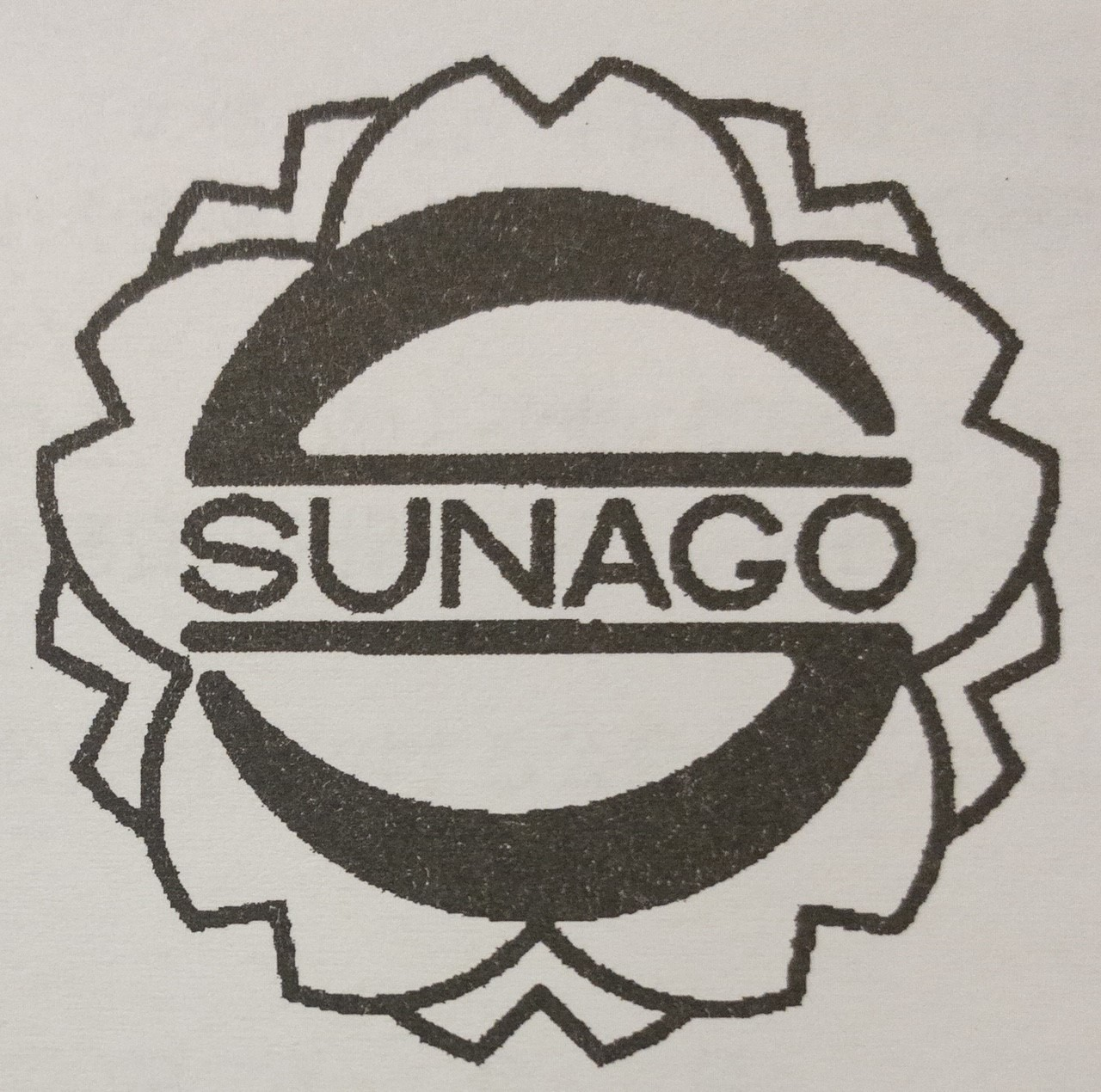
門真市立砂子小学校の校章

門真市立砂子小学校（かどましりつすなごしょうがっこう）は、大阪府門真市にあった公立小学校。2024年4月1日、脇田小学校と統合し、門真市立水桜小学校として開校した。

## 概要
従来の門真市立南小学校（門真市千石西町12-18）と門真市立水島小学校を統合し、2005年に開校した。学校敷地は旧水島小学校敷地を引き継いでいる。
校区には、外国にルーツを持つ人や外国から帰国した人が多く在住しているという校区の事情から、外国籍児童や帰国児童などが全校児童の約2割（2009年時点）在籍している。このため外国籍児童・帰国児童を対象にした日本語指導や母国語指導（中国語）も実施されている。このこともあり、校歌の歌詞の一部には、「帯着友情和勇気 携手迎向光明未来」という中国語が含まれている。また、中国文化を体験する時間があったり、春節などの行事にかかわることもある。目指す子ども像は、『命を大切にする子・一人ひとりのちがいを大事にする子・自ら学び、考える子』である。 

## 沿革
- 2005年4月 - 門真市立砂子小学校開校
- 2024年3月31日 - 閉校
- 2024年4月1日 - 砂子小学校と脇田小学校が統合し、門真市立水桜小学校として開校[2]

### 門真市立南小学校
- 1967年4月 - 門真市立四宮小学校より分離し、門真市立南小学校開校
- 2005年3月 - 門真市立南小学校閉校

### 門真市立水島小学校
- 1976年4月 - 門真市立南小学校より分離し、門真市立水島小学校開校
- 1976年7月 - プール完成
- 1978年4月 - 古タイヤ200個設置
- 1979年3月 - 校舎西側に4教室増築
- 1981年11月 - 校内緑化の功績をたたえ、市長から感謝状を贈られる
- 1982年10月 - 修学旅行を伊勢から広島へ変更
- 1983年1月 - グラウンドにバックネットを設置
- 1983年6月 - 学校農園を開設
- 1983年7月 - 臨海学習を由良から琴引浜へ変更
- 2005年3月 - 門真市立水島小学校閉校

## 通学区域
- 門真市 千石西町、下八箇荘水路以東の三ツ島、島頭4丁目1-7番・11-16番[3]

## 進学先中学校
- 卒業生は基本的に門真市立第四中学校に進学する[3]。

## 著名な施設・観光地
- 砂子の桜 「大阪みどりの百選」第二位に選出

## 交通
- 京阪バス 三島団地前バス停、門真団地バス停(大和田駅、古川橋駅、門真南駅から運行)